# 牝馬
牝馬（ひんば）とは、メスの馬の事である。オスの馬のことは牡馬（ぼば）という。

## 繁殖上の牝馬

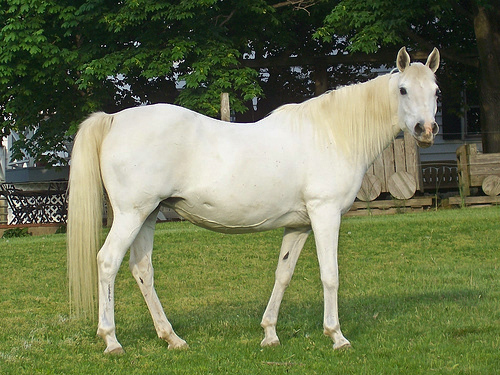
繁殖牝馬

他の多くの哺乳動物と同様、繁殖においては出産と子供の成育を担う。稀に双子がある場合を除き、一度に出産する数は1頭（単胎）である。北半球では2 - 7月、南半球では8 - 1月に繁殖期を迎え、この時期は平均23日周期で発情と排卵を繰り返す。牝馬の性周期には概ね以下の3つの段階がある。
- 無発情期 - 晩夏から冬にかけての繁殖閑期
- 調整期 - 晩冬から初春にかけての繁殖準備期
- 繁殖適期 - 定期的な発情を繰り返す繁殖期

無発情期、調整期においては、牝馬は身辺に牡馬を一切近づけないが、繁殖適期に入ると積極的に牡馬に接近する。交配の合図として、牡馬の性衝動を刺激するフェロモンを含んだ尿を盛んに排出するほか、尻尾を上げて外陰部を開閉させるウインキング(Winking)と呼ばれる行動を起こす。これらのアピールを経て交配に至ると、1週間程度で受精する。受胎期間は327 - 357日程度と、哺乳類の中では比較的長期に及ぶ。

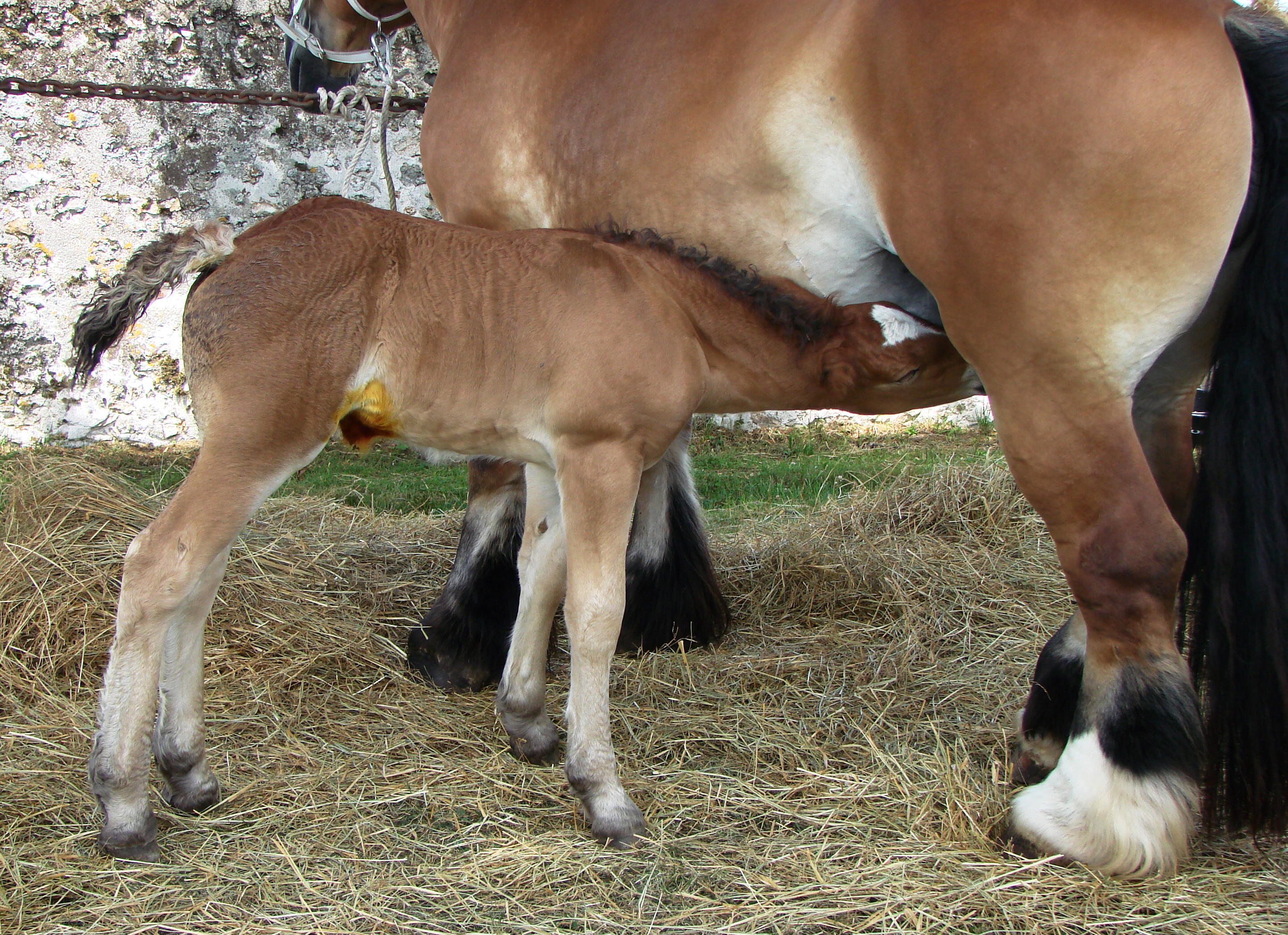
乳を飲む仔馬

出産は90%以上が夜間に行われ、野生状態にある場合には群を離れ、可能であれば水場の付近に移動する。これは捕食動物の襲撃を避けるための行動と考えられている。出産後、母馬は羊水で濡れた仔馬を舐めて拭くが、これは匂いを覚えるための行動でもあり、この時に人間が仔馬をタオルなどで拭くと、後々母馬が仔を拒絶する例がある。仔馬は30分 - 1時間ほどで立ち上がり、これに授乳した後に元の群れに合流する。以降の1年間程度を授乳期間とし、この間は常に仔馬を後見する。競走馬など人間の管理下にある場合、生後6か月程度で人為的に離乳が行われる。出産後9日程度で再び発情が見られるようになり、交配が可能となる。
牝馬は、約14%の割合で双胎妊娠し、双子を産むことになるが、ほとんどの場合、受胎後16日以内に人為的に堕胎が行われる。これは、双子の出産が流産、死産、異常分娩（晩産や難産）など母子ともに危険な事態を招くためである。
英語では、1歳未満の馬を「フォール(foal)」、1歳馬を「イヤリング (yearling)」、2歳牝馬を「ジュヴェナイルフィリー(juvenile filly)」、3 - 4歳牝馬を「フィリー(filly)」、5歳以上牝馬を「メア (mare)」と区別して呼び、一般に繁殖適齢は3歳以降とされる。稀に出生年から発情の兆候を見せる個体もあるが、この場合、牡馬の性行動を促す効果が薄いため、交配までには至らない。

## 競走・競技上の牝馬

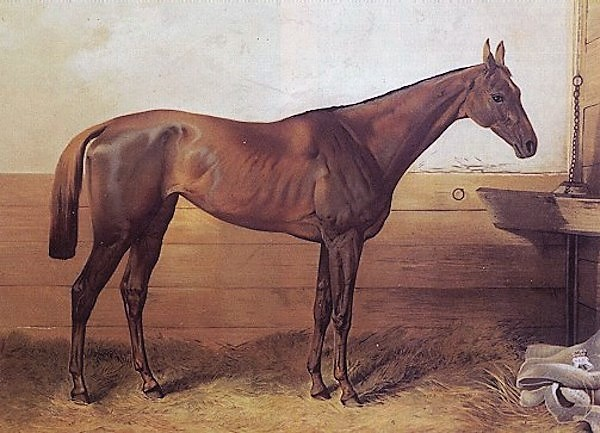
54戦無敗の競走牝馬キンチェム。繁殖牝馬とは体型が大きく異なる

牝馬は競馬や馬術といった競技にも供され、牡馬と一緒に競走・競技を行う例は日常的に見られる。生殖器の違い以外に、外見から判断できる牡馬との差異はほとんど見られないが、体高、体重、胸囲、管囲の平均値においては、いずれも牡馬をやや下回る。平均値は生後1200日齢のサラブレッドで、牡馬体高161cm（牝馬159cm）、体重468kg（448kg）、胸囲180cm（179cm）、管囲20cm（19.5cm）。
競馬の世界では、牡牝の性差による能力を補正するため、2ポンドから5ポンド程度（日本では多くの競走で2kg）の負担重量軽減がある。また、多くの国で牝馬限定競走に継続的に出走可能な競馬番組が組まれるなど、競走体系上もある程度の保護が行われている。しかし、古くからチャンピオン決定戦において牝馬が牡馬を破って優勝する例も数々存在する。
競走馬を引退した牝馬は、多くが故郷の牧場に戻るか、あるいは他の牧場に購買され繁殖牝馬となる。競走に供されていた処女馬の場合、濃厚飼料の継続的な給餌と、強いストレスの掛かる環境下に置かれていたため、非常に神経質かつ粗暴である例が見られ、性周期の調整期とは別に、1 - 3か月程度の準備期間が置かれる。日本語では競走成績や繁殖成績に優れた牝馬を、特に「名牝（めいひん）」と称する。

## その他の用途
伝統的にウマと密接な関わりを保ってきた中央アジア、特にモンゴルでは、牝馬の乳（馬乳）を搾り、「アイラグ（馬乳酒）」という発酵飲料が作られてきた。日本の乳酸飲料として知られるカルピスは、このアイラグをヒントに開発されたものである。
また、更年期障害や不妊治療などに使われるホルモン薬「プレマリン」は、妊娠中の牝馬の尿から採取される。「Premarin」は、「Pregnant mare's urine（妊娠中の牝馬の尿）」の合成語である。

## Nightmare（悪夢）

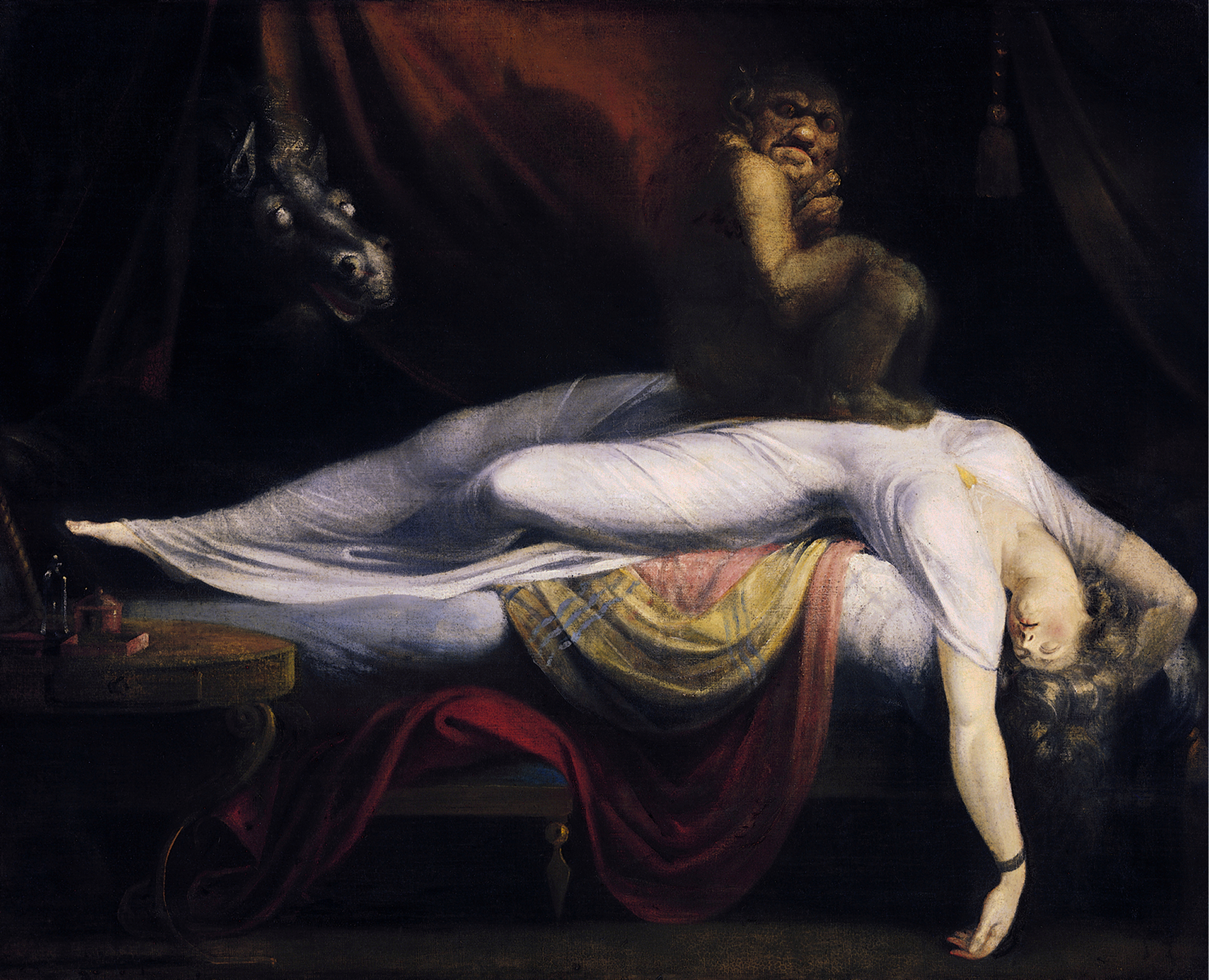
J. H. フュースリー作
『夢魔』（1781年）

英語で「悪夢」を意味する「Nightmare」は、直訳すると「夜の牝馬」であり、牝馬に由来する言葉とも信じられている。しかしこの場合の「mare」は、「夢魔」を意味する言葉のひとつであり、牝馬と直接の関わりはない。両者が混同されるきっかけとなったのは、スイス人画家ヨハン・ハインリヒ・フュースリーが1781年に発表した『夢魔』であると考えられている。ベッド上で夢魔にのしかかられうなされる女性を、馬がカーテン越しに覗き込むという構図で描かれた絵は、発表後次々と複製され、「Nightmare=夜の牝馬」という認識が定着する原因になったと言われる。